# Mirotki (Pommeren)
Mirotki is een plaats in het Poolse district  Starogardzki, woiwodschap Pommeren. De plaats maakt deel uit van de gemeente Skórcz en telt 484 inwoners.